# Sphecotheres
Sphecotheres là một chi chim trong họ Oriolidae.

## Các loài
Trước đây, người ta coi chi này là đơn loài, nhưng hiện nay phần lớn các tác giả cho rằng chi này chứa 3 loài tách biệt. Sự chia tách chủ yếu dựa vào các khác biệt về kích thước, bộ lông và địa sinh học.
Ba loài hiện tại được công nhận là:
- Sphecotheres viridis Vieillot, 1816
- Sphecotheres hypoleucus Finsch, 1898
- Sphecotheres vieilloti Vigors & Horsfield, 1827